# 王纪元 (1910年)
王纪元（1910年—2001年1月25日），浙江义乌人，中华人民共和国新闻出版界人物、政治人物，中国新闻社原党组成员、副社长，中华全国归国华侨联合会原副主席，第二、三、四、五、六届全国政协委员。